# Sociedad
El término sociedad (del latín societas) se refiere a un concepto polisémico que designa a un tipo particular de agrupación de individuos que se produce tanto entre los humanos (sociedad humana o sociedades humanas, en plural) como entre algunos animales (sociedades animales). En ambos casos, las relaciones que se establecen entre los individuos involucran cierto grado de comunicación y cooperación, que en un nivel superior implica la transmisión de conocimientos y comportamientos por el aprendizaje.
Una sociedad humana es un grupo de individuos involucrados en una interacción social persistente o un gran grupo social que comparte el mismo espacio o territorio, generalmente sujeto a la misma autoridad política y expectativas dominantes. Las sociedades se caracterizan por patrones de relaciones sociales entre individuos que comparten una cultura y instituciones distintivas. Una sociedad dada puede describirse como el total de dichas relaciones entre sus miembros constituyentes.
Las estructuras sociales humanas son complejas y altamente cooperativas, y presentan una división del trabajo a través de roles sociales. Las sociedades construyen roles y patrones de comportamiento al considerar ciertas acciones o conceptos como aceptables o inaceptables. Estas expectativas sobre el comportamiento se conocen como normas sociales. En la medida en que es colaborativa, una sociedad puede permitir a sus miembros beneficiarse de maneras que serían difíciles de lograr individualmente.
Las sociedades varían según el nivel de tecnología y el tipo de actividad económica. Las sociedades más grandes, con mayores excedentes, a menudo exhiben patrones de estratificación social. Las sociedades pueden tener muchas formas diferentes de gobierno, diversas maneras de entender el parentesco y diferentes roles de género. El comportamiento humano varía enormemente entre diferentes sociedades. 

## Etimología y uso
El término "sociedad" a menudo se refiere a un conjunto de personas, pueblos o naciones que conviven bajo normas comunes. El término data de al menos 1513 y proviene del francés del siglo XII societe (francés moderno société) que significa 'compañía'. Societe a su vez se derivó de la palabra latín societas ('compañerismo', 'alianza', 'asociación'), que a su vez se derivó del sustantivo socius ("compañero, amigo, aliado").

## Concepciones

### En biología

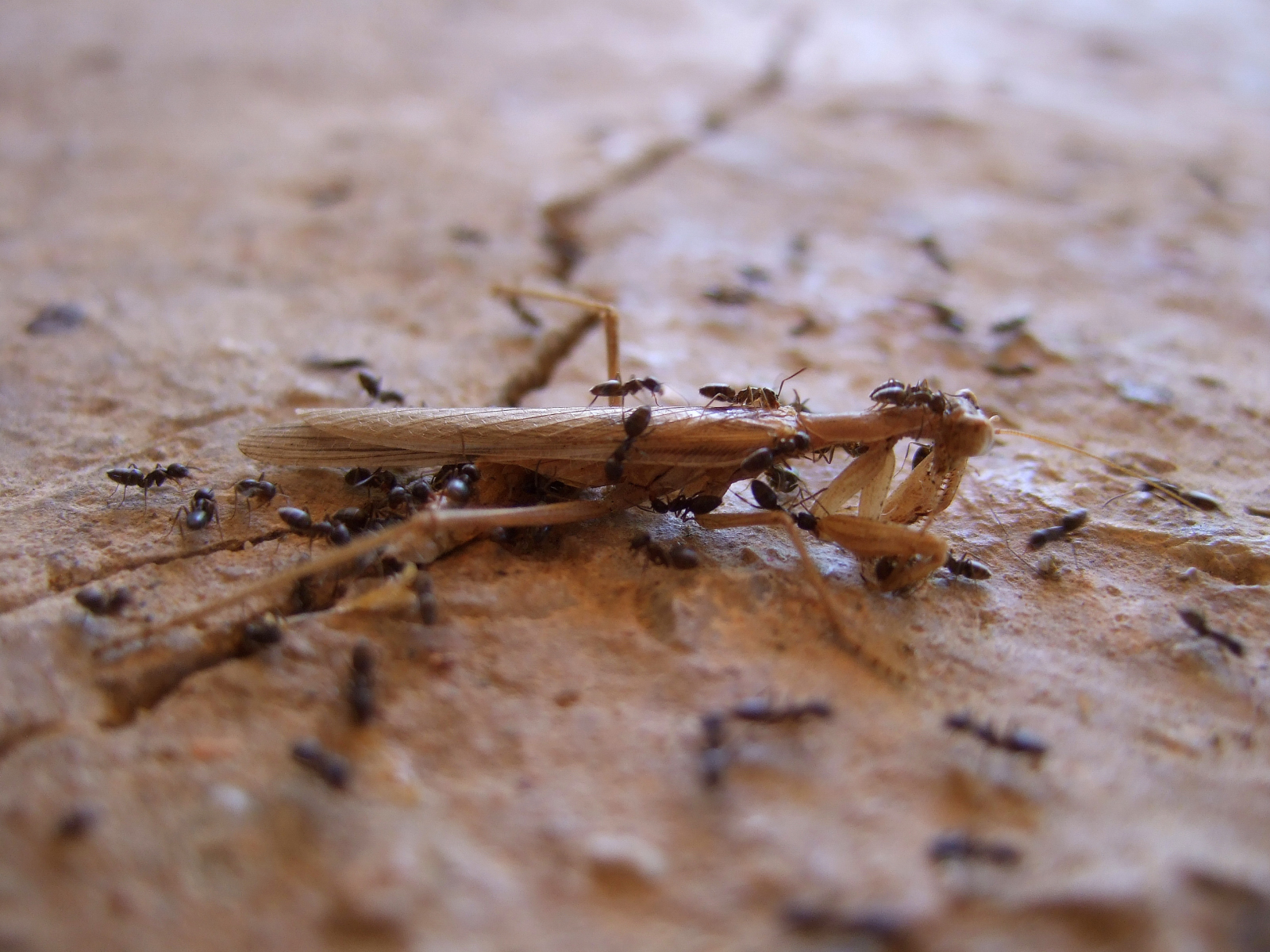
Etología social de las hormigas: Las hormigas son insectos eusociales. El grupo social permite a sus miembros beneficiarse de maneras que no serían posibles de forma individual.

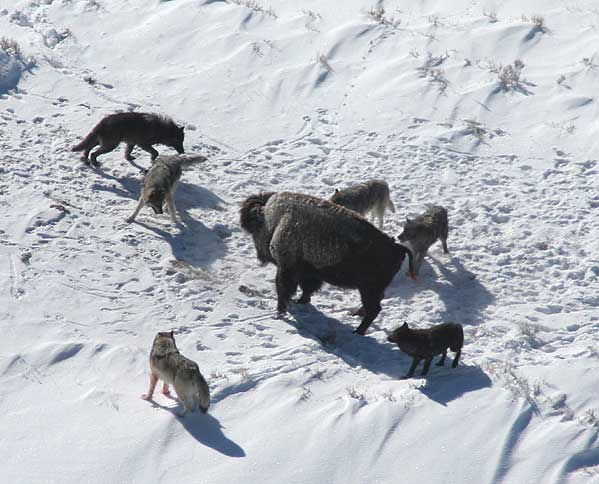
Etología social del Canis lupus

Los humanos, junto con sus parientes más cercanos, los bonobos y chimpancés, son animales altamente sociales. Este contexto biológico sugiere que la sociabilidad subyacente necesaria para la formación de sociedades está arraigada en la naturaleza humana. La sociedad humana se caracteriza por altos grados de cooperación y se diferencia en aspectos importantes de los grupos de chimpancés y bonobos, incluyendo el rol parental de los hombres, el uso del lenguaje para comunicarse, la especialización del trabajo y la tendencia a construir "nidos" (campamentos multigeneracionales, pueblos o ciudades).
Algunos biólogos, incluido el entomólogo E.O. Wilson, clasifican a los humanos como eusociales, ubicando a los humanos junto a las hormigas en el nivel más alto de sociabilidad en el espectro de la etología animal, aunque otros no están de acuerdo. La vida en grupo social puede haber evolucionado en los humanos debido a la selección de grupo en ambientes físicos que dificultaban la supervivencia.

### En sociología
En la sociología occidental, hay tres paradigmas dominantes para entender la sociedad: funcionalismo, teoría del conflicto e interaccionismo simbólico.

#### Funcionalismo
Según la escuela de pensamiento funcionalista, los individuos en la sociedad trabajan juntos como órganos en el cuerpo para crear comportamientos emergentes, a veces referidos como conciencia colectiva. Los sociólogos del siglo XIX Auguste Comte y Émile Durkheim, por ejemplo, creían que la sociedad constituye un "nivel" separado de la realidad, distinto tanto de la materia biológica como inorgánica. Las explicaciones de los fenómenos sociales debían, por lo tanto, construirse dentro de este nivel, siendo los individuos  ocupantes de roles sociales comparativamente estables.

#### Teoría del conflicto
Los teóricos del conflicto adoptan la visión opuesta, y postulan que los individuos y los grupos sociales o clases sociales dentro de la sociedad interactúan en base al conflicto en lugar del acuerdo. Un prominente teórico del conflicto es Karl Marx, quien concibió la sociedad como operando sobre una "base" con una "superestructura" de gobierno, familia, religión y cultura. Marx argumenta que la base económica determina a la superestructura, y que a lo largo de la historia, el cambio social ha sido impulsado por el conflicto entre trabajadores y aquellos que poseen los medios de producción.

#### Interaccionismo simbólico
El interaccionismo simbólico es una teoría microsociológica que se centra en los individuos y en cómo el individuo se relaciona con la sociedad. Los interaccionistas simbólicos estudian el uso compartido del lenguaje por parte de los seres humanos para crear símbolos y significados comunes, y utilizan este marco de referencia para entender cómo los individuos interactúan para crear mundos simbólicos y, a su vez, cómo estos mundos modelan los comportamientos individuales.
En la segunda mitad del siglo XX, los teóricos comenzaron a ver la sociedad como socialmente construida. En esta línea, el sociólogo Peter L. Berger describe la sociedad como "dialéctica": La sociedad es creada por los humanos, pero esta creación a su vez crea o moldea a los humanos.

#### Perspectivas no occidentales

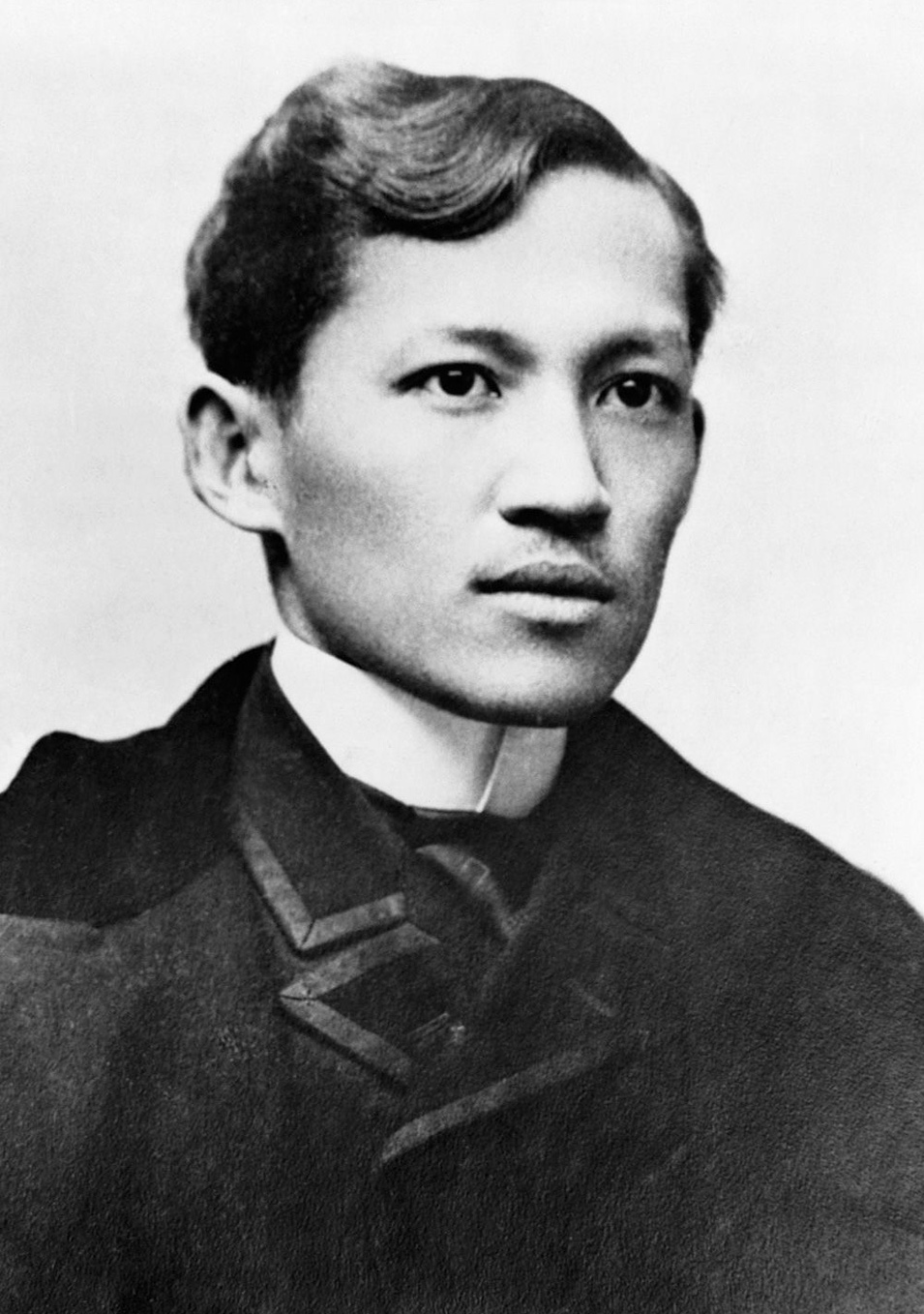
José Rizal, un teórico de las sociedades coloniales

El énfasis sociológico en el funcionalismo, la teoría del conflicto y el interaccionismo simbólico ha sido criticado como eurocéntrico. El sociólogo malasio Syed Farid al-Attas, por ejemplo, argumenta que los pensadores occidentales están particularmente interesados en las implicancias de la modernidad, y que su análisis de las culturas no occidentales es por lo tanto limitado en alcance. Como ejemplos de pensadores no occidentales que tomaron un enfoque sistemático para entender la sociedad, al-Attas menciona a Ibn Khaldun (1332–1406) y José Rizal (1861–1896).

### En antropología

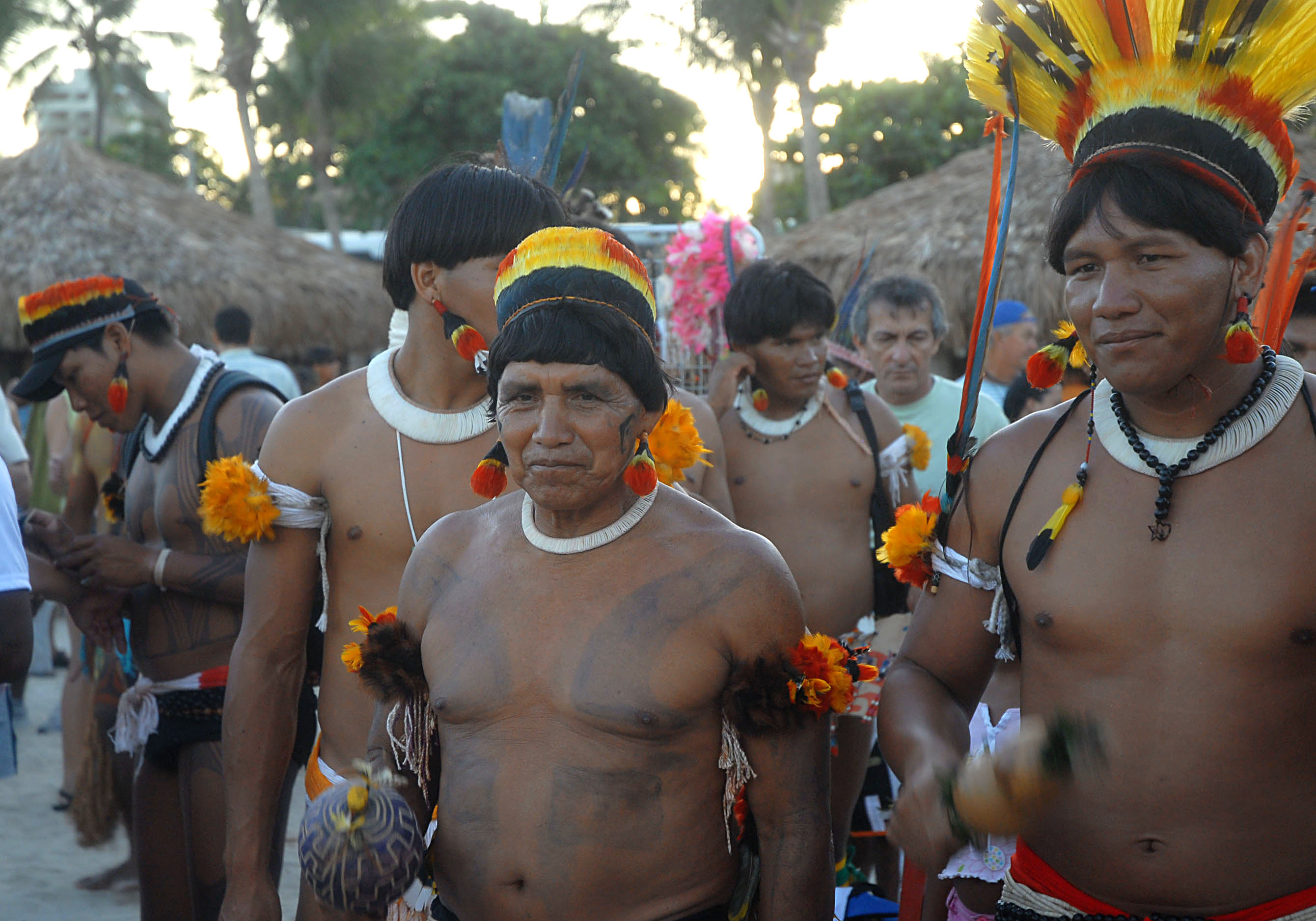
Representantes de la etnia Kuikuro en la ceremonia de clausura de la novena edición de los Juegos de los Pueblos Indígenas (Pernambuco, Brasil)

El relativismo cultural como enfoque o ética generalizada ha sustituido en gran medida las nociones de "primitivo", mejor/peor o "progreso" en relación con las culturas (incluyendo su cultura material/tecnología y organización social).
Para el antropólogo Maurice Godelier, "los hombres no viven solamente en sociedad, como los primates y otros animales sociales, sino que ellos producen la sociedad para vivir en ella, y para producir una sociedad, es preciso combinar tres principios": dar, intercambiar y conservar. Al brindar una cosa se conserva una parte de la persona en la cosa dada, si se intercambia se teje una separación total entre la persona y la cosa; pero si se guarda se reafirma una "identidad histórica" entre la persona y la cosa, que hay que transmitir hasta que desaparezca.Godelier asegura que el origen de las sociedades humanas no puede ser definido por sus relaciones de parentesco porque no son suficientes para marcar lazos de unión entre los grupos humanos; las relaciones que hacen a los grupos y a los individuos partícipes de la creación de una sociedad son las relaciones político-religiosas basadas en la naturaleza externa del seres humanos y la que ellos crean para representar e interpretar el mundo.

## Tipos
Las sociedades son grupos sociales que se diferencian según estrategias de subsistencia, las formas en que los humanos utilizan la tecnología para satisfacer sus necesidades. Aunque los humanos han establecido muchos tipos de sociedades a lo largo de la historia, los antropólogos tienden a clasificar las diferentes sociedades según el grado en que los distintos grupos de una sociedad tienen un acceso desigual a ventajas como los recursos, el prestigio o el poder. Prácticamente todas las sociedades han desarrollado algún grado de desigualdad entre sus habitantes a través del proceso de estratificación social, la división de los miembros de una sociedad en niveles con riqueza, prestigio o poder desiguales. Los sociólogos clasifican las sociedades en tres grandes categorías: preindustrial, industrial, y postindustrial.

### Preindustrial
En una sociedad preindustrial, la producción de alimentos, que se lleva a cabo mediante el uso de mano de obra humana y animal, es la principal actividad económica. Estas sociedades pueden subdividirse según su nivel tecnológico y su método de producción de alimentos. Estas subdivisiones son la caza y la recolección, el pastoreo, la horticultura, la agricultura y el feudalismo.

#### Caza y recolección

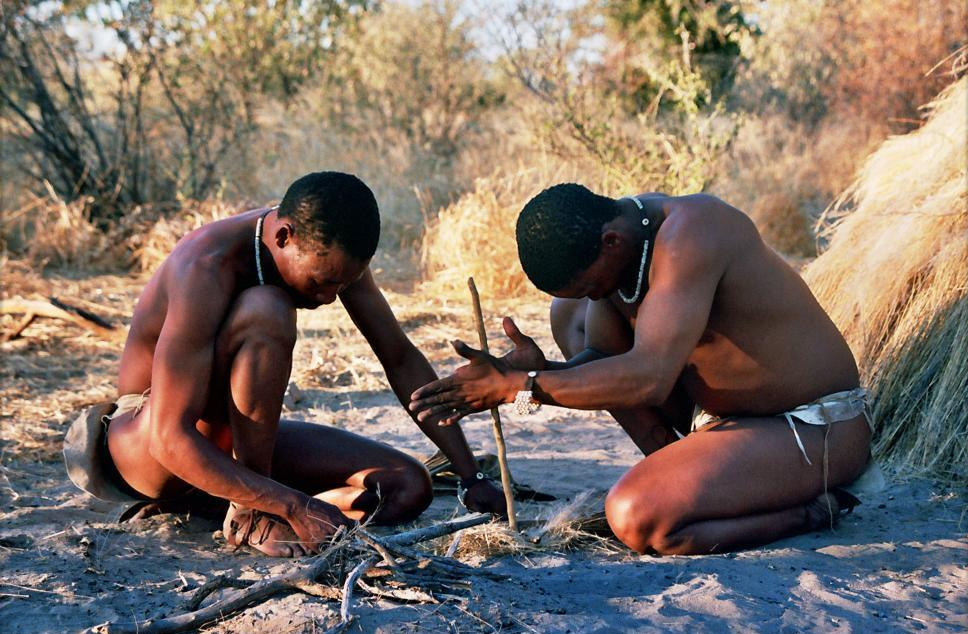
Pueblo San en Botsuana encendiendo un fuego a mano

La principal forma de producción de alimentos en las sociedades de cazadores-recolectores es la recolección diaria de plantas silvestres y la caza de animales salvajes. Los cazadores-recolectores se desplazan constantemente en busca de alimento. Como resultado, no construyen pueblos permanentes ni crean una gran variedad de artefactos. La necesidad de movilidad también limita el tamaño de estas sociedades, y por lo general solo forman pequeños grupos como bandas y tribus, generalmente con menos de 50 personas por comunidad. Las bandas y tribus son relativamente igualitarias, y las decisiones se toman por consenso. No existen cargos políticos formales con poder real en las sociedades de bandas; más bien, un jefe es simplemente una persona influyente, y el liderazgo se basa en cualidades personales. La familia forma la principal unidad social, con la mayoría de los miembros relacionados por nacimiento o matrimonio.
El antropólogo Marshall Sahlins describió a los cazadores-recolectores como la "sociedad original próspera" debido a su amplio tiempo libre: Sahlins estimó que los adultos en las sociedades de cazadores-recolectores trabajan de tres a cinco horas al día. Esta perspectiva ha sido desafiada por otros investigadores, quienes han señalado las altas tasas de mortalidad y la guerra perpetua en las sociedades de cazadores-recolectores. Los defensores de la visión de Sahlins argumentan que el bienestar general de los humanos en las sociedades de cazadores-recolectores desafía la supuesta relación entre el avance tecnológico y el progreso humano.

#### Pastoral
El pastoreo es una forma de subsistencia ligeramente más eficiente. En lugar de buscar comida a diario, los miembros de una sociedad pastoril dependen de los animales de rebaño domesticados para satisfacer sus necesidades alimentarias. Los pastores llevan una vida nómada, trasladando sus rebaños de un pasto a otro. Como su suministro de alimentos es mucho más fiable, las sociedades pastorales pueden mantener poblaciones más grandes. Como hay excedentes de alimentos, se necesitan menos personas para producirlos. Como resultado, la división del trabajo (la especialización de los individuos o grupos en la realización de actividades económicas específicas) se vuelve más compleja. Por ejemplo, algunas personas se convierten en artesanos, produciendo herramientas, armas y joyas, entre otros artículos de valor. La producción de bienes fomenta el comercio. Este comercio ayuda a crear desigualdad, ya que algunas familias adquieren más bienes que otras. Estas familias suelen ganar poder gracias a su mayor riqueza. La transmisión de la propiedad de una generación a otra ayuda a centralizar la riqueza y el poder. Con el tiempo surgen los cacicazgos hereditarios, la forma típica de gobierno en las sociedades pastoriles.

#### Horticultura
Las frutas y verduras cultivadas en huertos que han sido despejados de la selva o el bosque proporcionan la principal fuente de alimentos en una sociedad hortícola. Estas sociedades tienen un nivel de tecnología y complejidad similar al de las sociedades pastoriles. Algunos grupos hortícolas utilizan el método de tala y quema para cultivar. La vegetación silvestre se corta y se quema, y las cenizas se utilizan como abono. Los horticultores utilizan mano de obra y herramientas sencillas para cultivar la tierra durante una o varias temporadas. Cuando la tierra se vuelve estéril, los horticultores despejan una nueva parcela y dejan que la antigua vuelva a su estado natural. Es posible que vuelvan al terreno original varios años después y comiencen el proceso de nuevo. Al rotar sus parcelas, los horticultores pueden permanecer en una zona durante un periodo de tiempo bastante largo. Esto les permite construir aldeas semipermanentes o permanentes. El tamaño de la población de una aldea depende de la cantidad de tierra disponible para la agricultura; así, las aldeas pueden tener desde 30 personas hasta 2000.
Al igual que en las sociedades pastoriles, el excedente de alimentos da lugar a una división del trabajo más compleja. Los roles especializados en las sociedades hortícolas incluyen a los artesanos, chamanes (líderes religiosos) y comerciantes. Esta especialización de roles permite a la gente crear una gran variedad de artefactos. Al igual que en las sociedades pastorales, el excedente de alimentos puede dar lugar a desigualdades de riqueza y poder dentro de los sistemas políticos hortícolas, desarrollados debido a la naturaleza asentada de la vida hortícola.

#### Agraria

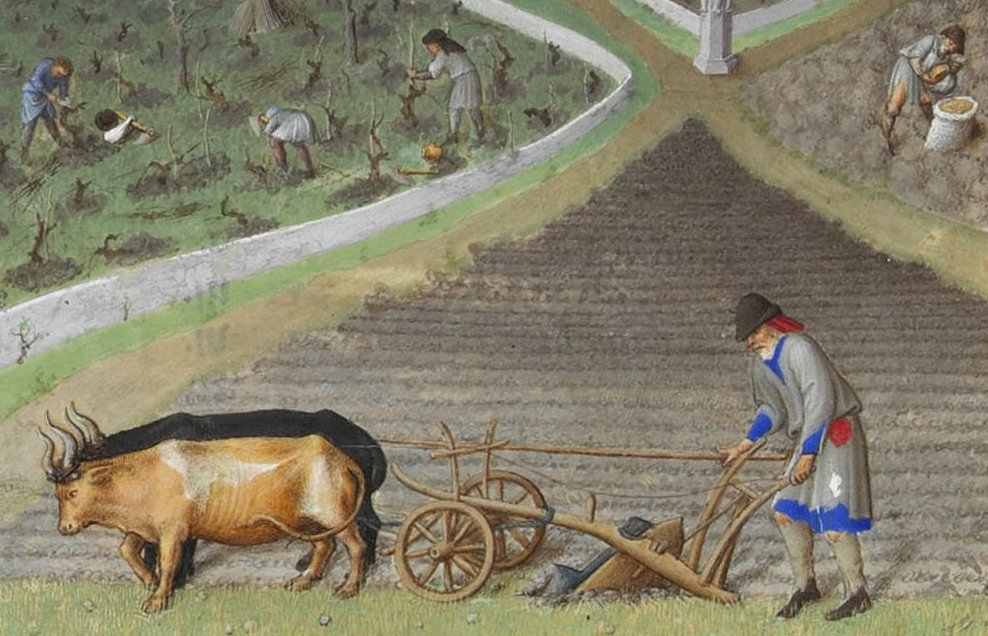
Arado con bueyes en el.

Las sociedades agrarias utilizan los avances tecnológicos agrícolas para cultivar en una gran superficie. Los sociólogos utilizan la expresión revolución agrícola para referirse a los cambios tecnológicos que se produjeron hace ya 8500 años y que llevaron a cultivar y criar animales de granja. El aumento de los suministros de alimentos condujo entonces a poblaciones más grandes que en las comunidades anteriores. Esto supuso un mayor excedente, lo que dio lugar a ciudades que se convirtieron en centros de comercio que daban soporte a diversos gobernantes, educadores, artesanos, comerciantes y líderes religiosos que no tenían que preocuparse por localizar alimentos.
En las sociedades agrarias aparecieron mayores grados de estratificación social. Por ejemplo, antes las mujeres tenían un estatus social más alto porque compartían el trabajo de forma más equitativa con los hombres. En las sociedades cazadoras y recolectoras, las mujeres incluso recogían más alimentos que los hombres. Sin embargo, a medida que los almacenes de alimentos mejoraron y las mujeres asumieron un papel menos importante en la provisión de alimentos para la familia, se subordinaron cada vez más a los hombres. A medida que las aldeas y los pueblos se expandían a zonas vecinas, era inevitable que surgieran conflictos con otras comunidades. Los agricultores proporcionaban a los guerreros alimentos en intercambio para protegerse de la invasión de los enemigos. También apareció un sistema de gobernantes con un alto estatus social. Esta nobleza organizaba a los guerreros para proteger a la sociedad de las invasiones. De este modo, la nobleza conseguía extraer bienes de los miembros "menores" de la sociedad.

Un clérigo, caballero y campesino en una miniatura medieval; un ejemplo de las sociedades feudales.

#### Feudal
El feudalismo era una forma de sociedad basada en la propiedad de la tierra. A diferencia de los agricultores actuales, los vasallos del feudalismo estaban obligados a cultivar las tierras de su señor. A cambio de la protección militar, los señores explotaban a los campesinos para que proporcionaran alimentos, cosechas, artesanía, homenaje y otros servicios al terrateniente. El sistema de estamentos del reino del feudalismo era a menudo multigeneracional; las familias de los campesinos podían haber cultivado la tierra de su señor durante generaciones.

### Industrial

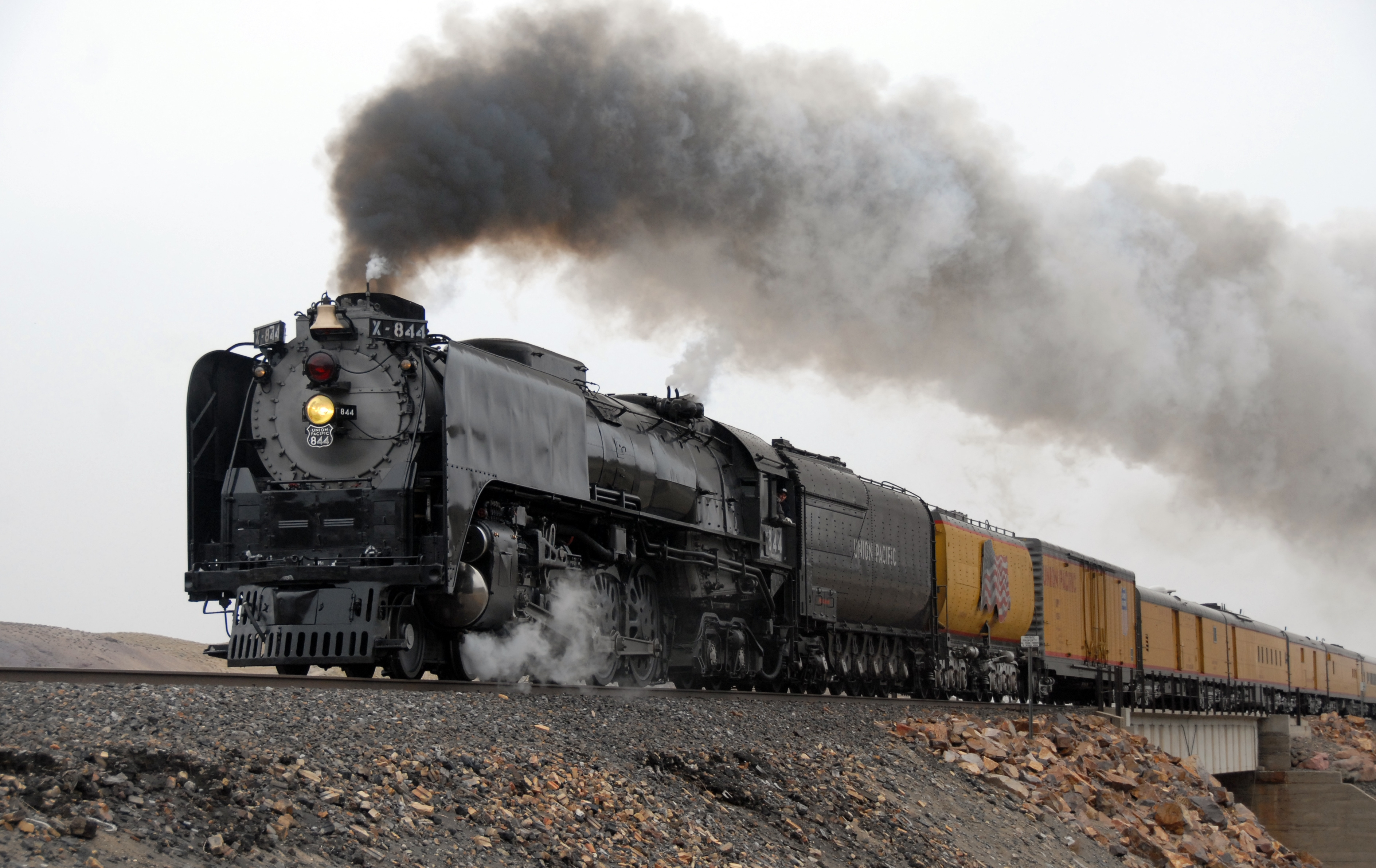
La extensión del ferrocarril fue uno de los símbolos de la revolución industrial.

Las sociedades industriales, que surgieron en el siglo XVIII durante la Revolución Industrial, dependen en gran medida de máquinas impulsadas por fuentes externas para la producción masiva de bienes. Mientras que en las sociedades preindustriales la mayoría del trabajo se realiza en industrias primarias centradas en la extracción de materias primas (agricultura, pesca, minería, etc.), en las sociedades industriales el trabajo se enfoca principalmente en procesar materias primas en productos terminados. Las sociedades actuales varían en su grado de industrialización, algunas utilizando principalmente nuevas fuentes de energía (p. ej., carbón, petróleo y energía nuclear), mientras que otras continúan dependiendo de la fuerza humana y animal.
La industrialización está asociada con explosiones demográficas y el crecimiento de las ciudades. El aumento de la productividad, así como la estabilidad causada por la mejora del transporte, lleva a una disminución de la mortalidad y al consecuente crecimiento poblacional. La producción centralizada de bienes en fábricas y la disminución de la necesidad de mano de obra agrícola conduce a la urbanización. Las sociedades industriales suelen ser capitalistas y presentan altos grados de desigualdad junto con alta movilidad social, ya que los empresarios utilizan el mercado para amasar grandes cantidades de riqueza. Las condiciones laborales en las fábricas suelen ser restrictivas y duras. Los trabajadores, que tienen intereses comunes, pueden organizarse en sindicatos para promover esos intereses.
En general, las sociedades industriales se caracterizan por el aumento del poder humano. Los avances tecnológicos significan que las sociedades industriales tienen un mayor potencial para guerras mortales. Los gobiernos utilizan tecnologías de la información para ejercer un mayor control sobre la población. Las sociedades industriales también tienen un mayor impacto en el medio ambiente.

### Posindustrial
En sociología, la sociedad posindustrial es el estado de desarrollo de una sociedad en la que el sector servicios genera más riqueza que el sector industrial de la economía.

## Sociedades animales

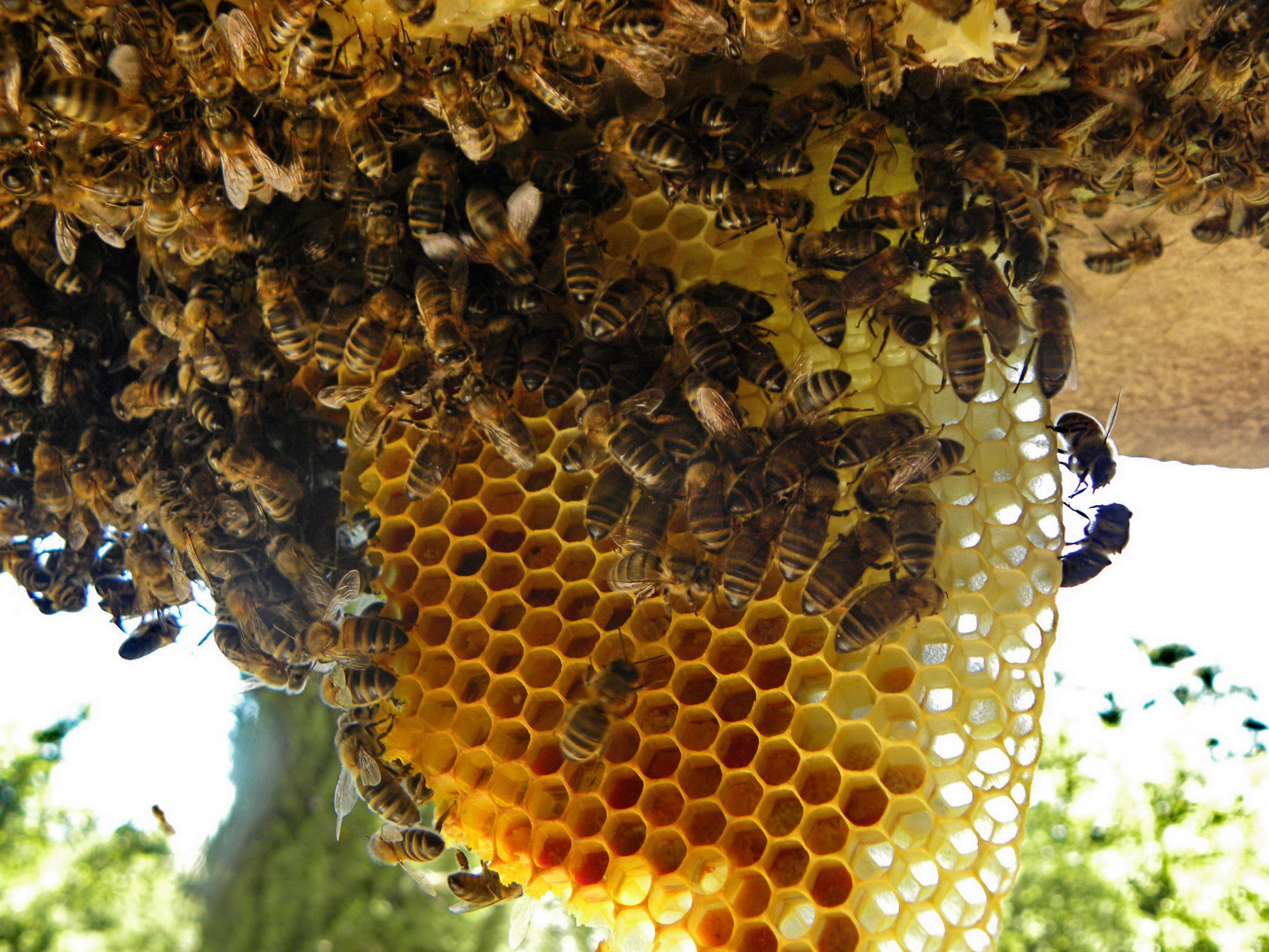

Al estudiar las sociedades de animales, la etología se preocupa del estudio de la conducta, del instinto y de las relaciones con el medio, así como el descubrimiento de las pautas que guían la actividad innata o aprendida de las diferentes especies animales sociales.
Entre los tipos de sociedades animales el nivel más alto de organización social es el de eusocialidad, presente en algunos grupos de insectos, tales como las hormigas, termitas y en algunas especies de abejas; y en vertebrados tales como la rata topo lampiña.
El término sociedad es utilizado indistintamente para referirse a comunidades de animales (hormigas, abejas, topos, primates, etc) y de seres humanos. La diferencia esencial existente entre las sociedades animales y las humanas es, más allá de su complejidad, la presencia de cultura como rasgo distintivo de toda sociedad humana. No obstante, el estudio del comportamiento de ciertas comunidades de chimpancés ha permitido identificar la transmisión e incluso la innovación de rasgos que han sido definidos como "culturales".

## Sociedad humana
Aunque usados a menudo como sinónimos, cultura y sociedad son conceptos distintos: la sociedad hace referencia a la agrupación de personas, mientras que la cultura hace referencia a toda su producción y actividad transmitida de generación en generación a lo largo de la historia, incluyendo costumbres, lenguas, creencias y religiones, arte, ciencia, comida, relaciones, etc.
La diversidad cultural existente entre las diferentes sociedades del mundo se debe a la diferenciación cultural que ha experimentado la humanidad a lo largo de la historia debido principalmente a factores territoriales, es decir, al aislamiento e interacción entre diferentes sociedades.
Por definición, las sociedades humanas son entidades poblacionales. Dentro de la población existe una relación entre los sujetos y el entorno; ambos realizan actividades en común y es esto lo que les otorga una identidad propia. De otro modo, toda sociedad puede ser entendida como una cadena de conocimientos entre varios ámbitos: económico, político, cultural, deportivo y de entretenimiento.
Los habitantes, el entorno y los proyectos o prácticas sociales forman parte de una cultura, pero existen otros aspectos que ayudan a ampliar el concepto de sociedad y el más interesante y que ha logrado que la comunicación se desarrolle constantemente es la nueva era de la información, es decir la tecnología alcanzada en los medios de producción, desde una sociedad primitiva con simple tecnología especializada de cazadores —muy pocos artefactos— hasta una sociedad moderna con compleja tecnología —muchísimos artefactos— prácticamente en todas las especialidades. Estos estados de civilización incluirán el estilo de vida y su nivel de calidad que, asimismo, será sencillo y de baja calidad comparativa en la sociedad primitiva, y complejo o sofisticado con calidad comparativamente alta en la sociedad industrial.
También, es importante resaltar que la sociedad está conformada por las industrias culturales.
Es decir, la industria es un término fundamental para mejorar el proceso de formación sociocultural de cualquier territorio, este concepto surgió a partir de la Revolución Industrial, y de esta se entiende que fue la etapa de producción que se fue ejecutando en la sociedad en la medida en que el ser humano producía más conocimiento y lo explotaba en la colectividad.
En la sociedad, el sujeto puede analizar, interpretar y comprender todo lo que lo rodea por medio de las representaciones simbólicas que existen en la comunidad. Es decir, los símbolos son indispensables para el análisis social y cultural del espacio en que se encuentra el ser humano y a partir de la explicación simbólica de los objetos se puede adquirir una percepción global del mundo.
Por último, la sociedad de masas (sociedad) está integrada por diversas culturas y cada una tiene sus propios fundamentos e ideologías que hacen al ser humano único y diferente a los demás.

### Evolución de las sociedades
El sociólogo Gerhard Lenski diferencia la organización de las sociedades en función de su nivel de tecnología, la comunicación y la economía: 
1. Caza y recolección.
2. Agricultura sencilla.
3. Agricultura avanzada.
4. Industrial.
5. Especial (por ejemplo, las sociedades de pesca o marítimas).[42]

Este sistema es similar a uno anterior desarrollado por los antropólogos Morton H. Fried, un teórico del conflicto y Elman Service, un teórico de la integración, que han establecido un sistema de clasificación para las sociedades en todas las culturas humanas, basado en la evolución de la desigualdad social y el papel del Estado. Este sistema de clasificación incluye cuatro categorías:
- Bandas de cazadores-recolectores (grupos pequeños inferiores a 100 individuos, categorización de deberes y responsabilidades).
- Sociedades tribales (unos pocos cientos, con algunos casos de rango social y prestigio, incluye varias comunidades atadas por lazos de sangre).
- Estructuras estratificadas o cacicazgos (aproximadamente entre 5000 y 20000 individuos, mayor diferencia en rango, dirigidas por jefes tribales, caudillos o jefes de clanes).
- Civilizaciones (jerarquías sociales complejas y organizadas, gobiernos institucionales).

Adicionalmente:
- La humanidad, sobre la que descansan todos los elementos de la sociedad, incluyendo sus creencias.
- La sociedad virtual, basada en su identidad en línea, que está evolucionando en la era de la información.

Con el tiempo, algunas culturas han evolucionado hacia formas más complejas de organización y control. Esta evolución cultural tiene un profundo efecto en los patrones de la comunidad. Las tribus de cazadores-recolectores asentados en torno a las reservas de alimentos de cada temporada llegaron a establecer aldeas agrarias. Más tarde, las aldeas crecieron hasta convertirse en pueblos y ciudades. Las ciudades se convirtieron en ciudades-estado y en estados-nación.
"La psicología evolutiva argumenta que muchas de nuestras características sociales y psicológicas actuales se modelaron durante la larga era preagrícola. Nuestro cerebro y nuestra mente están adaptados a una vida de caza y recolección. Nuestros hábitos alimentarios, nuestros conflictos y nuestra sexualidad son resultado de la manera en que nuestra mente cazadora-recolectora interactúa con nuestro ambiente postindustrial actual, con sus megaciudades, aviones, teléfonos y ordenadores. El nuevo ambiente nos proporciona más recursos materiales y una vida más longeva, pero a veces hace que nos sintamos deprimidos y presionados. Para comprender el porqué necesitamos comprender mejor el mundo de los cazadores-recolectores que nos modeló, el mundo que, en el subconsciente, todavía habitamos."